# Statistiska centralbyrån
Statistiska centralbyrån (SCB) er navnet på den svenske myndighed, som har ansvaret for Sveriges officielle statistikker. Pr. 2005 havde myndigheden tilsammen 1400 ansatte i Stockholm og Örebro.
De første statistikker i Sverige stammer fra 1686, hvor Svenska kyrkan fik besked på at iværksætte registrering af befolkningen. SCB's forgænger, Tabellverket, blev oprettet i 1749, og det nuværende navn blev taget i brug i 1858.